# Vyšší archieparchie Făgăraș a Alba Iulia
Vyšší archieparchie Făgăraș a Alba Iulia (latinsky Archieparchia Fagarasiensis et Albae Iuliensis Romenorum) je vyšší archieparchie rumunské řeckokatolické církve v Rumunsku. Katedrálou je Nejsvětější Trojice v Blaji, která je sídlem archieparchie. Je centrem církevní provincie fagarašské, jejími sufragánními eparchiemi jsou Eparchie klužsko-gherlaská, Eparchie velkovaradínská, Eparchie lugojská, Eparchie maramureșká a Eparchie svatého Bazila Velikého v Bukurešti.

## Stručná historie
V roce 1700 byla podepsána unie transylvánských pravoslavných s Římem a v roce 1721 zřídil papež Inocenc XIII. eparchii pro transylvánské uniaty se sídlem ve Făgărași. Roku 1737 bylo sídlo eparchie přeneseno do Blaje, ale byl zachován titul eparchie fagarašské. Roku 1853 byla eparchie povýšena na metropolitní archieparchii. Roku 2005 byla Rumunská řeckokatolická církev povýšena na vyšší arcibiskupskou a archieparchie Făgăraș a Alba Iulia se stala sídlem vyššího archieparchy.